# Шведско-руска война (1741 – 1743)
Шведско-руската война от 1741 – 1743, известна като „Руската война на Шапките“ е шведска военна кампания във Финландия, разпалена от шведската политическа партия на Шапките в стремеж за възвръщане на териториите, загубени от Русия по време на Великата Северна война. Конфликтът е провокиран и от френската дипломация, която се стреми да отклони вниманието на Русия от подкрепа на дългогодишния съюзник, Хабсбургската монархия в течащата война за австрийското наследство. Войната е безуспешна за Щвеция и води до руската окупация на Финландия.

## Лидери на „Шапките“
- Карл Юленборг
- Карл Густав Тесин
- Андерс Юхан фон Хьопкен
- Аксел фон Ферзен